# Enicospilus muluensis
Enicospilus muluensis là một loài tò vò trong họ Ichneumonidae.